# Earl av Minto

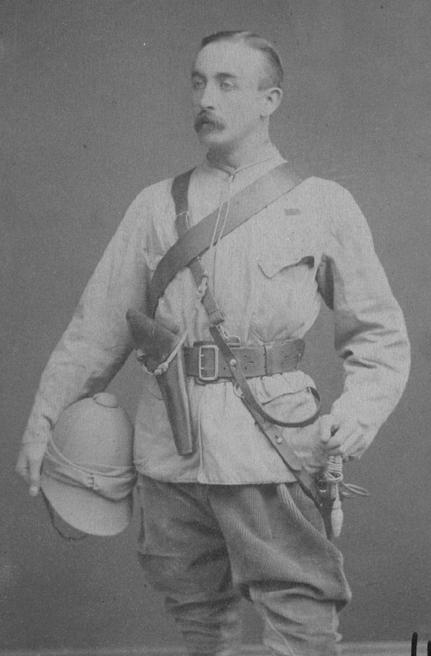
Gilbert Elliot-Murray-Kynynmound,
4th Earl av Minto

Earl av Minto, titel för huvudmannen i skotska ätten Elliot
- Gilbert Elliot, 1:e earl av Minto (1751–1814)
- Gilbert Elliot, 2:e earl av Minto (1782–1859)
- William Hugh Elliot-Murray-Kynynmound, 3:e earl av Minto (1814–1891)
- Gilbert Elliot-Murray-Kynynmound, 4:e earl av Minto  (1845–1914)
- Victor Gilbert Lariston Garnet Elliot-Murray-Kynynmound, 5: earl av Minto (1891–1975)
- Gilbert Edward George Lariston Elliot-Murray-Kynynmound, 6:e earl av Minto (1928–2005)
- Gilbert Timothy George Lariston Elliot-Murray-Kynynmound, 7:e earl av Minto (f. 1953)

Nuvarande arvtagare är den äldsta sonen till den sjunde earlen, Gilbert Francis Elliot-Murray-Kynynmound, Viscount Melgund (f. 1984).